# Calcio Padova
Maillots
Actualités
Le Calcio Padova (en français : Calcio Padoue), est un club de football italien situé à Padoue. Le club évolue en Serie B depuis la saison 2025-2026.

## Historique
- 1910 : Création de l'Associazione Calcio Padova
- 1932-1933 : Première saison en Serie A

Le meilleur résultat du club en Serie A est une 3ème place en 1958. 
Après avoir faillite en 2014, le club est relancé par un entrepreneur local. Depuis 2019, son actionnaire principal est Joseph Oughourlian.
Lors de la saison 2024-2025 du Championnat d'Italie de 3ème division, le club termine 1er du groupe A et accède a la 2ème division pour la saison 2025-2026.

## Palmarès et résultats

### Palmarès
- 1 finale d'International football cup : 1963-63
- 1 finale de Coupe d'Italie : 1966-67
- 1 finale de Coupe anglo-italienne : 1983-84
- 1 Coupe d'Italie de Serie C : 1979-80
- 1 championnat de Serie B : 1947-48
- 1 championnat de Serie C1 : 1936-37;
- 1 championnat de Serie C2 : 1980-81, 2000-01

### Records individuels
|   | Nom                 | Matches | Dates                |
| - | ------------------- | ------- | -------------------- |
| 1 | Aurelio Scagnellato | 364     | 1951-1964            |
| 2 | Pietro Sforzin      | 295     | 1939-1942, 1944-1951 |
| 3 | Emilio Da Re        | 280     | 1981-1989            |
| 4 | Gastone Zanon       | 270     | 1944-1957            |
| 5 | Damiano Longhi      | 265     | 1987-1989, 1990-1996 |

|   | Nom                | Buts | Dates                |
| - | ------------------ | ---- | -------------------- |
| 1 | Giovanni Vecchina  | 86   | 1924-1930            |
| 2 | Giovanni Monti     | 58   | 1919-1930            |
| 3 | Antonio Busini     | 54   | 1920-1927, 1933-1934 |
| 4 | Franco Pezzato     | 53   | 1979-1983            |
| 5 | Sergio Brighenti   | 50   | 1957-1960            |
| = | Giuseppe Galderisi | 50   | 1989-1995            |

## Identité du club

### Changements de nom
- 1910-1930 : Associazione Calcio Padova
- 1930-1940 : Associazione Fascista Calcio Padova
- 1940-1977 : Associazione Calcio Padova
- 1977-2014 : Calcio Padova
- 2014-2015 : Società Sportiva Dilettantistica Biancoscudati Padova
- 2015 : Biancoscudati Padova
- 2015- : Calcio Padova

### Logo

Années 2000.
2010-2011
2011-2018
Depuis 2018.

## Joueurs et personnalités du club

### Entraîneurs
- Nereo Rocco

### Joueurs emblématiques
- Demetrio Albertini
- Massimiliano Allegri
- Nicola Amoruso
- David Balleri
- Simone Barone
- Antonio Benarrivo
- Alessandro Bianchi
- Alberto Bigon
- Adriano Bonaiuti
- Luca Castellazzi
- Matteo Darmian
- Alessandro Del Piero
- Angelo Di Livio
- Stephan El Shaarawy
- Stefano Fiore
- Giuseppe Galderisi
- Kurt Hamrin
- Henri Kracke
- Alexi Lalas
- Cristiano Lucarelli
- Filippo Maniero
- Luca Mondini
- Piermario Morosini
- Vedin Musić
- Zlatan Muslimović
- Bogdan Pătrașcu
- Mattia Perin
- Nereo Rocco
- Andy Selva
- Goran Vlaović
- Walter Zenga
- Daniele Zoratto